# نخبة مثقفة

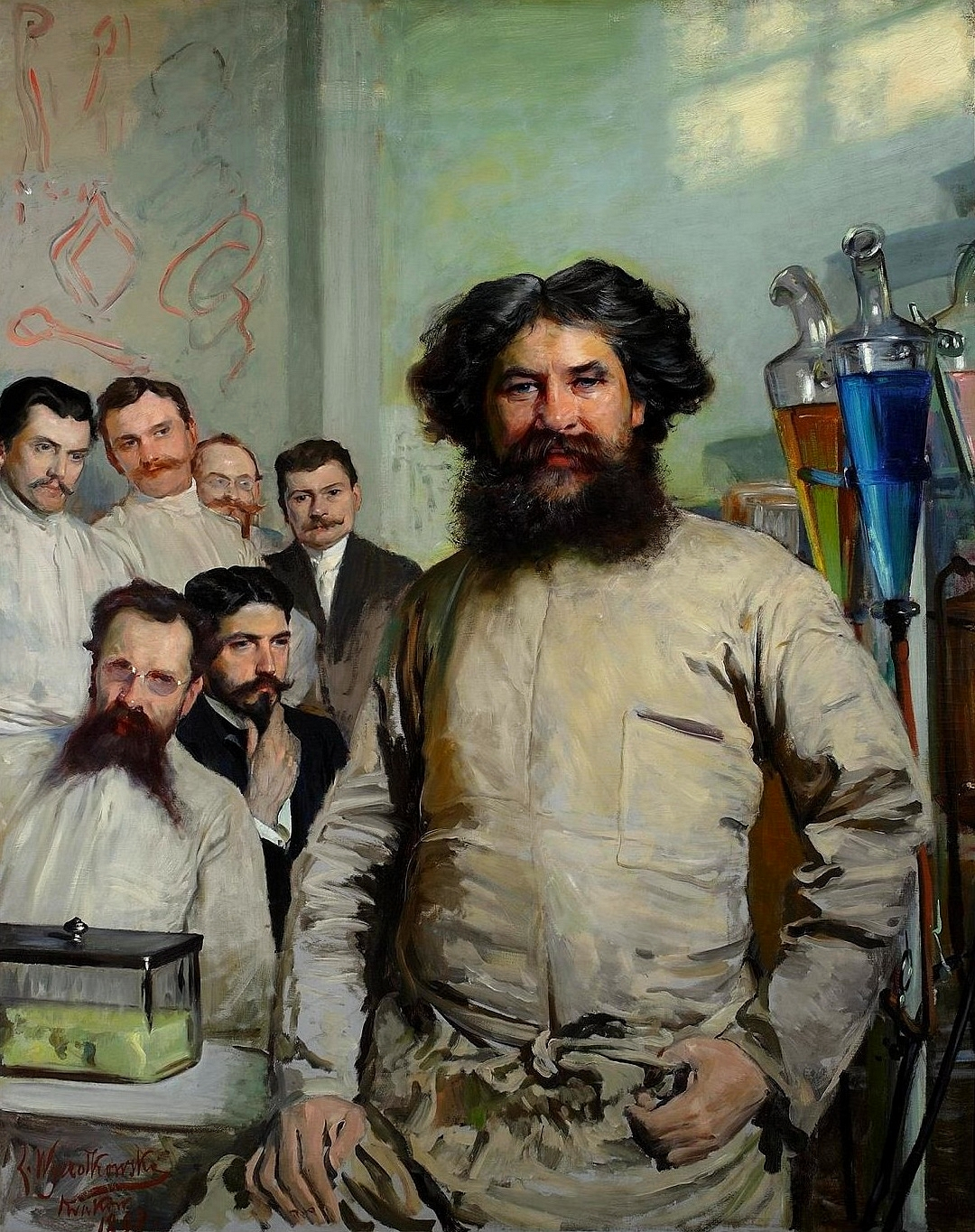

النخبة المثقفة (الأنتليجنسيا) هم فئة من الأشخاص المتعلمين المنخرطين في الأعمال الذهنية المعقدة التي لها دور نقدي وتوجيهي وقيادي في تشكيل ثقافة وسياسة مجتمعهم، تضم الأنتليجنسيا فنانين ومعلمين وأكاديميين وكتاب ورجال الحرف. يُعرف أفراد الأنتليجنسيا بالمثقفين.
نشأت طبقة الأنتليجنسيا في أواخر القرن الثامن عشر، في بولندا الروسية، خلال عصر التقسيم (1772-1795). في القرن التاسع عشر، صاغ المفكر البولندي برونيسو ترينتوفسكي مصطلح الأنتليجنسيا «المفكرين» للدلالة على الطبقة الاجتماعية المتعلمة والنشطة مهنيًا من البرجوازية الوطنية والتي يمكن أن يكون أفرادها قادة ثقافيين في بولندا، ثم تحت الحكم السلطوي للأوتوقراطية القيصرية الروسية، من أواخر القرن الثامن عشر إلى أوائل القرن العشرين.
في روسيا، قبل الثورة البلشفية (1917، وصف مصطلح «الأنتليجنسيا» فئة المتعلمين الذين سمح لهم رأس مالهم الثقافي (التدريس، التعليم، التنوير) بتولي قيادة سياسية عملية. في الممارسة العملية، تباينت حالة الأنتليجنسيا ومكانتهم الاجتماعية حسب المجتمع. في أوروبا الشرقية، حُرم المفكرون من الامتيازات السياسية وإمكانية الوصول إلى أدوات التنمية الاقتصادية الفعالة. في المقابل، في أوروبا الغربية، وخاصةً في ألمانيا وبريطانيا العظمى، حددت الطبقة البرجوازية المثقفة والمهن البريطانية أدوارًا للمفكرين العموميين في مجتمعاتهم.

## التاريخ الأوروبي
في أوروبا، كانت الأنتليجنسيا موجودة كطبقة (اجتماعية) حتى قبل طبقة المفكرين، وصيغ هذا المصطلح في القرن التاسع عشر. بوصفهم أشخاصًا وضعتهم مهنتهم (جسديًا واقتصاديًا واجتماعيًا) خارج الأماكن والوظائف التقليدية للطبقات الاجتماعية الملكية في المدينة والبلد (الملكية، الأرستقراطية، البرجوازية) في ذلك الوقت، كانت الأنتليجنسيا طبقة اجتماعية حضرية. شارك المثقفون في التنمية الثقافية للمدن، ونشر المعرفة المطبوعة (الكتب والنصوص والصحف)، والتنمية الاقتصادية في مجال الإسكان بالإيجار (مبانٍ شققية) للمعلمين والصحفيين والموظفين المدنيين.
عرّف ماسيج يانوفسكي في كتابه الذي صدر عام 2008 «صعود الأنتليجنسيا»، 1750-1831، طبقة الأنتليجنسيا على أنهم موظفون مفكرون تابعون للدولة الحديثة، حدّت سياستهم في خدمة الدولة من التخلف الاجتماعي والقمع السياسي في بولندا المنقسمة.
صاغ الفيلسوف البولندي كارول ليبيلت مصطلح الأنتليجنسيا في كتابه «عن حب الوطن» الذي صدر عام 1844. في اللغة البولندية، أصبح الفهم الشعبي لكلمة الأنتليجنسيا قريبًا من تعريف ليبيلت، والذي عرّف طبقة الأنتليجنسيا بأنهم أشخاص متعلمون في المجتمع، يتعهدون بقيادة العملية الأخلاقية، كعلماء ومدرسين ومحامين ومهندسين وآخرين.
في الستينيات من القرن التاسع عشر، عمم الكاتب بيتر بوبوريكين مصطلح الأنتليجنسيا في الإمبراطورية الروسية. ادعى أن مفهوم الأنتليجنسيا نشأ من الطبقة الاجتماعية. الكلمة الروسية Intelligents مشتقة من الكلمة الألمانية Intelligenz (الذكاء) ووصفت الطبقة الاجتماعية التي تضم أشخاص يمارسون الأنشطة الفكرية؛ علاوةً على ذلك، وسع بوبوريكين تعريف الأنتليجنسيا (منتجو الثقافة والأيديولوجيا) ليشمل الفنانين (منتجو الثقافة العالية).
في عام 2006، حدد فيتالي تيبيكين سمات طبقة الأنتليجنسيا على النحو التالي: 
1. المثل الأخلاقية السابقة لعصرها، والتعاطف مع الجار، اللباقة واللطف في المظاهر؛
2. الأعمال الذهنية النشطة والتعليم الذاتي المستمر؛
3. الوطنية القائمة على الإيمان بالشعب، والحب الذي لا ينضب للوطن الأم؛
4. المثابرة الخلاقة لجميع وحدات الأنتليجنسيا (وليس فقط الجزء الفني منها، كما يرى كثير من الناس)، والزهد؛
5. الاستقلال، والرغبة النابعة من الذات في حرية التعبير؛
6. الموقف النقدي تجاه الحكومة الحالية، وإدانة كل مظاهر الظلم، والممارسات المناهضة للإنسانية، والمعاداية للديمقراطية؛
7. الولاء للمعتقدات الشخصية النابعة من الضمير في ظل أصعب الظروف والميل إلى نكران الذات؛
8. التصور المبهم للواقع، الذي يؤدي إلى تقلبات سياسية، وأحيانًا- إبداء مظاهر التحفظ.
9. تفاقم الشعور بالاستياء بسبب قلة الإنجاز (الحقيقي أو الظاهر)، ما يؤدي أحيانًا إلى الانغلاق الفكري الشديد؛
10. سوء الفهم المتكرر، ورفض الأشخاص من قبل ممثلين عن مجموعات مختلفة من الأنتليجنسيا، أو مجموعة واحدة، والتي تسببها نوبات من الأنانية والاندفاعية (وهي غالبًا من سمات طبقة الأنتليجنسيا الفنية).